# Ковелаш (Трофа)
Ковелаш (порт. Covelas) — район (фрегезия) в Португалии, входит в округ Порту. Является составной частью муниципалитета Трофа. Находится в составе крупной городской агломерации Большой Порту. По старому административному делению входил в провинцию Дору-Литорал. Входит в экономико-статистический субрегион Аве, который входит в Северный регион. Население составляет 1662 человека на 2001 год. Занимает площадь 16,69 км².